# Гаскелл (Техас)
Гаскелл (англ. Haskell) — місто (англ. city) в США, в окрузі Гаскелл штату Техас. Населення — 3089 осіб (2020).

## Географія
Гаскелл розташований за координатами 33°9′35″ пн. ш. 99°43′55″ зх. д. / 33.15972° пн. ш. 99.73194° зх. д. (33.159775, -99.732032).  За даними Бюро перепису населення США в 2010 році місто мало площу 9,32 км², уся площа — суходіл.

### Клімат
| Клімат : Гаскелл      | Клімат : Гаскелл | Клімат : Гаскелл | Клімат : Гаскелл | Клімат : Гаскелл | Клімат : Гаскелл | Клімат : Гаскелл | Клімат : Гаскелл | Клімат : Гаскелл | Клімат : Гаскелл | Клімат : Гаскелл | Клімат : Гаскелл | Клімат : Гаскелл | Клімат : Гаскелл |
| Показник              | Січ.             | Лют.             | Бер.             | Квіт.            | Трав.            | Черв.            | Лип.             | Серп.            | Вер.             | Жовт.            | Лист.            | Груд.            | Рік              |
| Середній максимум, °C | 12,8             | 15,0             | 19,4             | 25,0             | 29,4             | 32,8             | 35,0             | 35,0             | 30,6             | 25,0             | 18,3             | 12,8             | 24,3             |
| Середній мінімум, °C  | −1,7             | 0,6              | 5,0              | 9,4              | 15,0             | 19,4             | 21,7             | 21,7             | 17,2             | 11,1             | 4,4              | −0,6             | 10,3             |
| Норма опадів, мм      | 25               | 46               | 46               | 56               | 81               | 102              | 48               | 56               | 66               | 64               | 38               | 38               | 665              |
| --------------------- | ---------------- | ---------------- | ---------------- | ---------------- | ---------------- | ---------------- | ---------------- | ---------------- | ---------------- | ---------------- | ---------------- | ---------------- | ---------------- |
| Джерело:              |                  |                  |                  |                  |                  |                  |                  |                  |                  |                  |                  |                  |                  |

## Демографія
Згідно з переписом 2010 року, у місті мешкали 3322 особи в 1173 домогосподарствах у складі 780 родин. Густота населення становила 357 осіб/км².  Було 1488 помешкань (160/км²).
Расовий склад населення:
| - 80,4 % — білих - 4,9 % — чорних або афроамериканців - 0,8 % — корінних американців - 0,8 % — азіатів - 10,7 % — осіб інших рас |

До двох чи більше рас належало 2,5 %. Частка іспаномовних становила 26,8 % від усіх жителів.
За віковим діапазоном населення розподілялося таким чином: 21,3 % — особи молодші 18 років, 59,1 % — особи у віці 18—64 років, 19,6 % — особи у віці 65 років та старші. Медіана віку мешканця становила 40,3 року. На 100 осіб жіночої статі у місті припадало 114,5 чоловіків;  на 100 жінок у віці від 18 років та старших — 119,7 чоловіків також старших 18 років.
Середній дохід на одне домашнє господарство  становив 48 273 долари США (медіана — 36 897), а середній дохід на одну сім'ю — 58 572 долари (медіана — 50 885). Медіана доходів становила 36 396 доларів для чоловіків та 28 103 долари для жінок. За межею бідності перебувало 23,3 % осіб, у тому числі 43,0 % дітей у віці до 18 років та 9,3 % осіб у віці 65 років та старших.
Цивільне працевлаштоване населення становило 1157 осіб. Основні галузі зайнятості: освіта, охорона здоров'я та соціальна допомога — 26,0 %, сільське господарство, лісництво, риболовля — 11,7 %, публічна адміністрація — 10,5 %, роздрібна торгівля — 10,4 %.